# جانون رولاند
جانون رولاند (بالإنجليزية: Jannon Roland)‏ مواليد 3 فبراير 1975 في سبرينغفيلد، هي لاعبة كرة سلة أمريكية سابقة أصبحت مدربة. تم اختيارها من قبل فريق أورلاندو ميريكل خلال الدرافت. وحملت الرقم 42. يبلغ طولها 6 قدم 1 بوصة (1.9 م). لعبت مع أورلاندو ميريكل في الاتحاد الوطني لكرة السلة النسائية.

## روابط خارجية
- جانون رولاند على موقع الاتحاد الوطني لكرة السلة النسائية (الإنجليزية)
- جانون رولاند على موقع كلية كرة السلة في سبورتس رفرنس.كوم (الإنجليزية)
- جانون رولاند على موقع بروبوليرز (الإنجليزية)
- جانون رولاند على موقع سبورتس رفرنس (الإنجليزية)